# Regina de Alésia
Santa Regina (Regnia, em francês:  Sainte Reine) (século III) foi uma santa virgem e mártir da Igreja Cristã pré-cisma. Regina nasceu em Autun, França, filha de um pagão chamado Clemente. Sua mãe morreu quando ela nasceu e seu pai a colocou com uma enfermeira cristã que a batizou. Regina tinha a ocupação de pastora, cuidando das ovelhas. Aos quinze anos, foi prometida ao procônsul Olíbrio, mas recusou-se a renunciar à sua fé para se casar com ele, pelo que foi torturada e decapitada em Alesia na diocese de Autun, chamada Alise-Sainte-Reine depois dela.
Considera-se que seu martírio ocorreu durante a perseguição de Décio, em 251, ou sob Maximiano em 286.

## Veneração
Homenageada em muitos martirológios, a festa de Santa Regina é celebrada em 7 de setembro ou em 20 de junho, na Arquidiocese de Paderborn. No passado, uma procissão foi realizada em sua homenagem na cidade de Dijon. No entanto, suas relíquias foram transferidas para a Abadia de Flavigny em 827. A história da translação de Santa Regina foi objeto de um relato do século IX.
Há muitos lugares na França com o nome Sainte-Reine em sua homenagem.